# Ingrid Lempereur
Ingrid Lempereur (Messancy, 26 juni 1969) is een voormalig Belgisch zwemster. Ze was de eerste Belgische vrouw die op de Olympische Spelen een medaille in het zwemmen behaalde en tot op heden is ze de enige zwemster die daarin slaagde. In 1984 ging ze op 15-jarige leeftijd naar de Olympische Spelen. Ze behaalde een bronzen medaille op de 200m schoolslag en een 10de plaats op de 100m schoolslag. Vier jaar later zwom ze zich op de Olympische Spelen in 1988 naar een 11e plaats op de 100m en een 6e plaats op de 200m. 
In 1987 werd ze verkozen tot Sportvrouw van het jaar.

## Besttijden
Langebaan
| Datum      | Plaats    | Afstand | Slag       | Tijd    |
| ---------- | --------- | ------- | ---------- | ------- |
| 21/08/1986 | WK Madrid | 100m    | schoolslag | 1:10.47 |
| 21/09/1988 | OS Seoul  | 200m    | schoolslag | 2:29.42 |